# 黄冈郡
黄冈郡，中国南北朝时设置的郡。
西魏改汉广郡置，治所在百宁县（今河南省新野县东北）。辖境约当今河南省新野县东北部。属荆州。北周废。 